# Nashua (Nuevo Hampshire)
Nashua es una ciudad ubicada en el condado de Hillsborough en el estado estadounidense de Nuevo Hampshire. En el Censo de 2010 tenía una población de 86.494 habitantes y una densidad poblacional de 1.047,31 personas por km².

## Geografía
Nashua se encuentra ubicada en las coordenadas 42°44′57″N 71°29′26″O / 42.74917, -71.49056. Según la Oficina del Censo de los Estados Unidos, Nashua tiene una superficie total de 82.59 km², de la cual 79.9 km² corresponden a tierra firme y (3.25%) 2.69 km² es agua.

## Demografía
Según el censo de 2010, había 86.494 personas residiendo en Nashua. La densidad de población era de 1.047,31 hab./km². De los 86.494 habitantes, Nashua estaba compuesto por el 83.38% blancos, el 2.71% eran afroamericanos, el 0.29% eran amerindios, el 6.5% eran asiáticos, el 0.03% eran isleños del Pacífico, el 4.56% eran de otras razas y el 2.52% pertenecían a dos o más razas. Del total de la población el 9.84% eran hispanos o latinos de cualquier raza.